# Liste österreichischer Bibliotheken
Die Liste österreichischer Bibliotheken führt eine Auswahl bedeutender wissenschaftlicher, öffentlicher (ÖBs) und anderer Bibliotheken in Österreich auf.
Der Büchereiverband Österreichs verzeichnet auf seiner Website mehr als 1400 öffentliche Bibliotheken sowie 1.000 Schulbibliotheken. Bei den Schulbibliotheken sind jedoch nur Mitgliedsbibliotheken erfasst – die Gesamtzahl ist deutlich höher. Weitere Organisation im Bereich der ÖBs ist das Österreichische Bibliothekswerk.
Rund 80 % aller Bibliotheken in Österreich nutzen die Österreichische Systematik für Öffentliche Bibliotheken (ÖSÖB) zur systematischen Aufstellung und Katalogisierung ihrer Bestände. Wissenschaftliche und administrative Bibliotheken werden darüber hinaus auch durch den Österreichischen Bibliothekenverbund koordiniert. Die Nationalbibliographie nennt sich Österreichische Bibliographie.

## Organisationen und Verbände
Zu den bedeutenden Organisationen und Verbände im Bereich des Bibliothekswesens zählen u. a. die Vereinigung Österreichischer Bibliothekarinnen und Bibliothekare, der Büchereiverband Österreichs, das Österreichische Bibliothekswerk und der Österreichische Bibliothekenverbund.

## Bibliotheken nach Städten
Bludenz
- AK-Bibliothek Bludenz

Bregenz
- Vorarlberger Landesbibliothek

Feldkirch
- Stadtbibliothek Feldkirch
- AK-Bibliothek Feldkirch

Graz
- Universitätsbibliothek der Technischen Universität Graz
- Stadtbibliothek Graz
- Universitätsbibliothek Graz
- Steiermärkische Landesbibliothek
- HörBibliothek Mariahilf

Innsbruck
- Provinzbibliothek der Kapuziner Innsbruck
- Universitäts- und Landesbibliothek Tirol
- Bibliothek Tiroler Landeskonservatorium

Klagenfurt am Wörthersee
- Kärntner Landesbibliothek
- Universitätsbibliothek Klagenfurt
- Bibliothek der Arbeiterkammer Kärnten
- Diözesanbibliothek Klagenfurt
- Depositarbibliothek Slovenska Studijska Knjiznica (slowenische Studienbibliothek)

Linz
- Oberösterreichische Landesbibliothek
- Universitätsbibliothek Linz
- Stadtbibliothek Linz

Salzburg
- Robert-Jungk-Bibliothek für Zukunftsfragen
- Stadtbibliothek Salzburg
- Universitätsbibliothek Salzburg

St. Pölten
- Bibliothek der Fachhochschule St. Pölten
- Bibliothek der Philosophisch-Theologischen Hochschule St. Pölten
- Stadtbücherei St. Pölten
- Niederösterreichische Landesbibliothek
- Bundesstaatliche Pädagogische Bibliothek beim Landesschulrat für Niederösterreich

Traun
- Bibliothek Traun

Wien
- AK Bibliothek Wien für Sozialwissenschaften
- Bibliothek der Bundesanstalt für Agrarwirtschaft
- Bibliothek der Österreichischen Akademie der Wissenschaften
- C3-Bibliothek für Entwicklungspolitik
- Hörbücherei des Blinden- und Sehbehindertenverbandes Österreich
- Österreichische Nationalbibliothek
- Österreichische Zentralbibliothek für Physik & Fachbereichsbibliothek Chemie
- Universitätsbibliothek der Universität Wien
- Universitätsbibliothek der Wirtschaftsuniversität Wien
- Universitätsbibliothek der Medizinischen Universität Wien
- Universitätsbibliothek der Universität für angewandte Kunst Wien
- Universitätsbibliothek der Technischen Universität Wien
- Villa Fantastica
- Wienbibliothek im Rathaus

Siehe auch: Büchereien Wien und Liste der Büchereien-Wien-Filialen

## Tabelle Bibliotheken
| Bibliothek                                                                                            | Ort                                                              | Bestand (Jahr)    | Gegründet | Träger         |
| --- | ---------------------------------------------------------------- | ----------------- | --------- | -------------- |
| AK Bibliothek Wien für Sozialwissenschaften                                                           | Wien                                                             | 500.000 (2013)    | 1921      | Kammer         |
| AK-Bibliothek Feldkirch                                                                               | Feldkirch                                                        |                   |           | Kammer         |
| AK-Bibliothek Bludenz                                                                                 | Bludenz                                                          |                   |           | Kammer         |
| Bibliothek der Bundesanstalt für Agrarwirtschaft                                                      | Wien                                                             | 52.193 (2013)     |           |                |
| Bibliothek der Donau-Universität Krems                                                                | Krems an der Donau                                               |                   |           |                |
| Bibliothek der Erzabtei St. Peter                                                                     | Salzburg                                                         | 130.000 (2013)    | 8. Jh.    | Kirche         |
| Bibliothek der Fachhochschule St. Pölten                                                              | St. Pölten                                                       | 26.000 (2013)     |           | Fachhochschule |
| Bibliothek der Fachhochschule Vorarlberg                                                              | Dornbirn                                                         |                   |           | Fachhochschule |
| Bibliothek der Hochschule für Agrar- und Umweltpädagogik                                              | Wien                                                             | 13.000 (2013)     |           | Hochschule     |
| Bibliothek der Medizinischen Universität Graz                                                         | Graz                                                             |                   |           | Universität    |
| Bibliothek der Österreichischen Akademie der Wissenschaften                                           | Wien                                                             | 365.000 (2013)    |           |                |
| Bibliothek der Philosophisch-Theologischen Hochschule St. Pölten                                      | St. Pölten                                                       | 100.000 (2013)    | 1785      | Hochschule     |
| Bibliothek des Franziskanerklosters                                                                   | Salzburg                                                         | 25.200 (1993)     | 16. Jh.   | Kirche         |
| Bibliothek des Instituts für Österreichische Geschichtsforschung                                      | Wien                                                             |                   |           |                |
| Bibliothek des Österreichischen Archäologischen Instituts                                             | Wien                                                             | 75.000 (2013)     |           |                |
| Bibliothek des Stiftes St. Paul                                                                       | St. Paul im Lavanttal                                            |                   |           | Kirche         |
| Bibliothek Traun                                                                                      | Traun                                                            | 28.000 (2024)     |           | Verein         |
| Bibliothek von unten                                                                                  | Wien                                                             | 4.000 (2013)      | 2000      | Verein         |
| Büchereien Wien                                                                                       | Wien                                                             | 1.500.000 (2013)  | 1936      | Gemeinde       |
| Bundesstaatliche Pädagogische Bibliothek beim Landesschulrat für Niederösterreich                     | St. Pölten                                                       | 150.000 (2013)    |           |                |
| Burgenländische Landesbibliothek                                                                      | Eisenstadt                                                       | 120.000 (2013)    | 1922      | Land           |
| C3-Bibliothek für Entwicklungspolitik                                                                 | Wien                                                             | 74.000 (2013)     |           |                |
| Erste Stiftung Bibliothek                                                                             | Wien                                                             | 12.000 (2022)     |           | Erste Stiftung |
| Fachhochschulbibliothek Kärnten                                                                       | Villach, Feldkirchen in Kärnten, Spittal an der Drau, Klagenfurt |                   |           | Fachhochschule |
| Kärntner Landesbibliothek                                                                             | Klagenfurt                                                       | 140.000 (2013)    | 1844      | Land           |
| Niederösterreichische Landesbibliothek                                                                | St. Pölten                                                       | 488.500 (2012)    | 1813      | Land           |
| Oberösterreichische Landesbibliothek                                                                  | Linz                                                             | 600.000 (2020)    | 1774      | Land           |
| Österreichische Nationalbibliothek                                                                    | Wien                                                             | 12.229.285 (2019) | 1368      | Bund           |
| Robert-Jungk-Bibliothek für Zukunftsfragen                                                            | Salzburg                                                         | 16.000 (2018)     | 1985      | Stiftung       |
| Stadtbibliothek Feldkirch                                                                             | Feldkirch                                                        |                   |           | Gemeinde       |
| Stadtbibliothek Graz                                                                                  | Graz                                                             | 240.000 (2013)    | 1940      | Gemeinde       |
| Stadtbibliothek Linz                                                                                  | Linz                                                             |                   |           | Gemeinde       |
| Stadtbibliothek Salzburg                                                                              | Salzburg                                                         | 180.000           | 1941      | Gemeinde       |
| Stadtbücherei Bregenz                                                                                 | Bregenz                                                          |                   |           | Gemeinde       |
| Stadtbücherei Dornbirn                                                                                | Dornbirn                                                         |                   |           | Gemeinde       |
| Stadtbücherei Eisenstadt                                                                              | Eisenstadt                                                       |                   |           | Gemeinde       |
| Stadtbücherei Innsbruck                                                                               | Innsbruck                                                        |                   |           | Gemeinde       |
| Stadtbücherei Leonding                                                                                | Leonding                                                         |                   |           | Gemeinde       |
| Stadtbücherei St. Pölten                                                                              | St. Pölten                                                       | 100.000 (2002)    |           | Gemeinde       |
| Stadtbücherei Steyr                                                                                   | Steyr                                                            |                   |           | Gemeinde       |
| Stadtbücherei Wels                                                                                    | Wels                                                             |                   |           | Gemeinde       |
| Bibliothek im Zentrum Wiener Neustadt                                                                 | Wiener Neustadt                                                  | 50.000 (2013)     | 1899      | Gemeinde       |
| Steiermärkische Landesbibliothek                                                                      | Graz                                                             | 750.000 (2013)    | 1811      | Land           |
| Stiftsbibliothek Admont                                                                               | Admont                                                           | 200.000 (2013)    |           | Kirche         |
| Stiftsbibliothek Altenburg                                                                            | Altenburg                                                        |                   |           | Kirche         |
| Stiftsbibliothek Klosterneuburg                                                                       | Klosterneuburg                                                   |                   |           | Kirche         |
| Stiftsbibliothek Kremsmünster                                                                         | Kremsmünster                                                     | 160.000 (2013)    |           | Kirche         |
| Stiftsbibliothek Melk                                                                                 | Melk                                                             | 85.000            | 1089      | Kirche         |
| Stiftsbibliothek Michaelbeuern                                                                        | Dorfbeuern                                                       |                   |           | Kirche         |
| Studienbibliothek und Mediathek an der Pädagogischen und Berufspädagogischen Akademie des Bundes Wien | Wien                                                             |                   |           |                |
| Universitäts- und Landesbibliothek Salzburg                                                           | Salzburg                                                         | 2.400.000 (2013)  | 1652      |                |
| Universitäts- und Landesbibliothek Tirol                                                              | Innsbruck                                                        | 3.500.000 (2013)  | 1745      |                |
| Universitätsbibliothek der Akademie der bildenden Künste Wien                                         | Wien                                                             |                   |           | Universität    |
| Universitätsbibliothek der Medizinischen Universität Wien                                             | Wien                                                             | 570.000           | 2004      | Universität    |
| Universitätsbibliothek der Technischen Universität Graz                                               | Graz                                                             | 685.000 (2013)    |           | Universität    |
| Universitätsbibliothek der Technischen Universität Wien                                               | Wien                                                             | 1.430.000 (2013)  | 1815      | Universität    |
| Universitätsbibliothek der Universität für Angewandte Kunst Wien                                      | Wien                                                             | 120.000 (2010)    | 1906      | Universität    |
| Universitätsbibliothek der Universität für Bodenkultur Wien                                           | Wien                                                             | 590.000 (2013)    | 1872      | Universität    |
| Universitätsbibliothek der Universität für künstlerische und industrielle Gestaltung Linz             | Linz                                                             |                   |           | Universität    |
| Universitätsbibliothek der Universität für Musik und darstellende Kunst Graz                          | Graz                                                             |                   |           | Universität    |
| Universitätsbibliothek der Universität für Musik und darstellende Kunst Wien                          | Wien                                                             |                   |           | Universität    |
| Universitätsbibliothek der Veterinärmedizinischen Universität Wien                                    | Wien                                                             |                   |           | Universität    |
| Universitätsbibliothek der Wirtschaftsuniversität Wien                                                | Wien                                                             | 837.513 (2013)    | 1898      | Universität    |
| Universitätsbibliothek Graz                                                                           | Graz                                                             | 3.802.935 (2013)  | 1573      | Universität    |
| Universitätsbibliothek Klagenfurt                                                                     | Klagenfurt                                                       | 720.000           |           | Universität    |
| Universitätsbibliothek Leoben                                                                         | Leoben                                                           | 265.000 (2013)    | 1840      | Universität    |
| Universitätsbibliothek Linz                                                                           | Linz                                                             | 1.200.000 (2013)  | 1965      | Universität    |
| Universitätsbibliothek Mozarteum Salzburg                                                             | Salzburg                                                         | 260.000 (2013)    | 1930      | Universität    |
| Universitätsbibliothek Wien                                                                           | Wien                                                             | 7.026.496 (2012)  | 1365      | Universität    |
| Vorarlberger Landesbibliothek                                                                         | Bregenz                                                          | 500.000 (2013)    | 1904      | Land           |
| Wiener Stadt- und Landesbibliothek                                                                    | Wien                                                             | 550.000 (2013)    | 1856      |                |

## Österreichische Nationalbibliothek
Einige Dienstleistungen
- Österreichische Bibliographie
- Literaturarchiv der Österreichischen Nationalbibliothek
- Prunksaal der Österreichischen Nationalbibliothek
- Literaturmuseum der Österreichischen Nationalbibliothek
- Papyrussammlung und Papyrusmuseum Wien
- Esperantomuseum
- Globenmuseum

## Österreichische Landesbibliotheken
- Bregenz: Vorarlberger Landesbibliothek
- Eisenstadt: Burgenländische Landesbibliothek
- Graz: Steiermärkische Landesbibliothek
- Innsbruck: Universitäts- und Landesbibliothek Tirol
- Klagenfurt am Wörthersee: Kärntner Landesbibliothek
- Linz: Oberösterreichische Landesbibliothek
- St. Pölten: Niederösterreichische Landesbibliothek
- Wien: Wienbibliothek im Rathaus

## Behördenbibliotheken
Rechtsbibliothek
- Die Zentralbibliothek im Justizpalast, Wien

Bibliothek eines Ministeriums
- Außenpolitische Bibliothek des Bundesministeriums für Europa, Integration und Äußeres
- Ministerialbibliothek des Bundesministeriums für Finanzen

Parlamentsbibliothek
- Parlamentsbibliothek im Palais Epstein

Verbund der Amts- und Behördenbibliotheken Österreichs
- Verbund der Amts- und Behördenbibliotheken Österreich

## Sakrale Bibliotheken
- Bibliothek der Philosophisch-Theologischen Hochschule St. Pölten

Stiftsbibliotheken
- Bibliothek der Benediktinerabtei Michaelbeuern
- Bibliothek im Stift Altenburg
- Bibliothek im Stift Klosterneuburg
- Bibliothek Stift St. Paul im Lavanttal
- Provinzbibliothek der Kapuziner Innsbruck, des Kapuzinerkloster Innsbruck
- Stiftsbibliothek Sankt Peter
- Stiftsbibliothek Admont
- Stiftsbibliothek Kremsmünster
- Stiftsbibliothek Melk

## Medizinische Bibliotheken
- Wien: Universitätsbibliothek der Medizinischen Universität Wien
- Graz: Bibliothek der Medizinischen Universität Graz[39]
- Innsbruck: Universitäts- und Landesbibliothek Tirol
- Wien: Fachbereichsbibliothek Pharmazie und Ernährungswissenschaften an der Universitätsbibliothek der Universität Wien[40]

## Digitale und virtuelle Bibliotheken
- ALEX – Historische Rechts- und Gesetzestexte Online
- Austrian Literature Online
- ANNO – AustriaN Newspapers Online